# Stake Pass
Der Stake Pass ist ein Gebirgspass im Lake District, Cumbria, England. Der Pass ist nur zu Fuß zu erreichen.
Der Pass verbindet über das Tal des Mickleden Beck Great Langdale im Süden, mit Borrowdale im Norden über das Tal des Langstrath Beck. Der Cumbria Way führt über diesen Pass.
Der Stake Gill entspringt südlich des Passes.